# Marco Marzano
Marco Marzano   (Cuggiono, 10 de juny de 1980) és un ciclista italià, ja retirat, que fou professional des del 2004 fins al 2012. En el seu palmarès destaca la victòria al Baby Giro del 2004.

## Palmarès
- 2001
  - 1r al Gran Premi Colli Rovescalesi
- 2002
  - 1r al Giro de la vall d'Aosta
- 2003
  - 1r al Giro de la vall d'Aosta i vencedor d'una etapa
- 2004
  - 1r al Baby Giro

### Resultats al Tour de França
- 2008. 92è de la classificació general
- 2012. 80è de la classificació general

### Resultats al Giro d'Itàlia
- 2007. 37è de la classificació general
- 2009. 51è de la classificació general
- 2010. 80è de la classificació general
- 2011. Abandona (15a etapa)

### Resultats a la Volta a Espanya
- 2005. 100è de la classificació general
- 2006. Abandona (8a etapa)
- 2007. 87è de la classificació general
- 2008. 25è de la classificació general
- 2009. Abandona (14a etapa)
- 2010. 40è de la classificació general
- 2011. 61è de la classificació general
- 2012. 73è de la classificació general